# آلبرتا (مینه‌سوتا)
آلبرتا، مینه‌سوتا (به انگلیسی: Alberta, Minnesota) یک شهر در ایالات متحده آمریکا است که در مینه‌سوتا واقع شده‌است.

## خصوصیات
آلبرتا ۰٫۷۰ کیلومترمربع مساحت و ۱۰۳ نفر جمعیت دارد و ۳۳۹ متر بالاتر از سطح دریا واقع شده‌است.